# Edna Campbell
Edna Campbell (ur. 26 listopada 1968 w Filadelfii) – amerykańska koszykarka występująca na pozycji rozgrywającej, reprezentantka kraju, mistrzyni świata z 1998.

## Osiągnięcia
Na podstawie, o ile nie zaznaczono inaczej.

### NCAA
- Uczestniczka rozgrywek:
  - Elite 8 turnieju NCAA (1988, 1990)
  - turnieju NCAA (1990, 1991)
- Mistrzyni:
  - turnieju konferencji:
    - Atlantic Coast (ACC – 1988)
    - Southwest (SWC – 1990)

  - sezonu regularnego ACC (1988)
- Koszykarka roku konferencji SWC (1990, 1991)
- MVP turnieju SWC (1990)
- Najlepsza nowo-przybyła zawodniczka SWC (1990)
- Zaliczona do University of Texas Athletics Hall of Honor (2016)

### WNBA
- Laureatka nagrody Kim Perrot Sportsmanship Award (2002)

### Inne
Drużynowe
- Mistrzyni Polski (2000)
- Wicemistrzyni:
  - Eurocup (2006)
  - NWBL (2004)
- Uczestniczka rozgrywek Euroligi (2000/2001)

Indywidualne
- Uczestniczka meczu gwiazd ABL (1997)

### Reprezentacja
- Mistrzyni:
  - świata (1998)
  - Pucharu Williama Jonesa (1987)
- Wicemistrzyni:
  - Ameryki (1997)
  - Pucharu Williama Jonesa (1988)
- Uczestniczka mistrzostw Ameryki (1989 – 4. miejsce, 1997)